# Björkbergstjärnarna (Råneå socken, Norrbotten, 735590-175234)
Björkbergstjärnarna är en sjö i Bodens kommun i Norrbotten och ingår i Råneälvens huvudavrinningsområde.